# Pass (logiciel)
Pour les articles homonymes, voir Pass.
pass est un gestionnaire de mots de passe inspiré de la philosophie Unix. Il possède une interface de ligne de commande et utilise GnuPG pour le chiffrement et le déchiffrement des mots de passe stockés,.

## Fonctionnement
Les mots de passe sont chiffrés et stockés dans des fichiers séparés, et peuvent être organisés via le système de fichiers du système d'exploitation. Un fichier de mot de passe peut contenir du texte supplémentaire, comme le nom d'utilisateur, l'adresse e-mail, des commentaires ou tout ce que l'utilisateur souhaite, car les fichiers de mot de passe ne sont rien de plus que des fichiers texte chiffrés. Cela permet par exemple de partager une partie de ses mots de passe avec d'autres utilisateurs sans avoir à créer une autre base de données, il suffit d'ajouter leur clé publique GnuPG afin qu'ils puissent lire les mots de passe. 
Plusieurs interfaces utilisateur graphiques (GUI) sont disponibles, telles que QtPass pour Linux / Windows / MacOS ou Password Store pour les systèmes d'exploitation Android. Un système de synchronisation n'est pas implémenté, mais la synchronisation peut être réalisée en utilisant le système de contrôle de version Git. La fonctionnalité Git intégrée permet également de suivre automatiquement l'historique des versions du stockage des mots de passe.  
Par ailleurs, le logiciel supporte un système d'extension, cela permet aux utilisateurs d'ajouter des fonctionnalités au logiciel. On peut par exemple ajouter le support de la double authentification par mot de passe à usage unique (OTP) ou une extension permettant d'importer les mots de passes depuis plusieurs autres types de gestionnaires de mots de passe.

## Vulnérabilités
En juin 2018, pass s'est révélé vulnérable à une variante de l'attaque SigSpoof,. Le problème a été corrigé le jour même où la vulnérabilité a été révélée.